# Montetangara
Montetangara (Sicalis mendozae) är en fågel i familjen tangaror inom ordningen tättingar.

## Utbredning och systematik
Fågeln återfinns i Anderna i västra Argentina (från Río Negro till Mendoza och San Luis). Tidigare betraktades den som en underart till olivgulfink (S. olivascens). Den behandlas som monotypisk, det vill säga att den inte delas in i några underarter.

## Status
IUCN kategoriserar den som livskraftig.

## Namn
Monte är en argentinsk öken belägen mellan Anderna och Sierra de Córdoba, i framför allt provinserna Catamarca, La Rioja, San Juan, San Luis och Mendoza.